# Joe Burke
Joseph Aloysius Burke (18 de março de 1884 – 9 de junho de 1950) foi um compositor e pianista estadunidense que escreveu várias canções populares com diferentes letristas, como "Down Honolulu Way" (1916), "Oh How I Miss You Tonight" (1924), "Tiptoe Through the Tulips" (1929), "Moon Over Miami" (1935), "Getting Some Fun Out of Life" (1937) e "Rambling Rose" (1948).
Trabalhou como ator de cinema e compositor de trilhas sonoras em Hollywood. Foi introduzido no Songwriters Hall of Fame em 1970. Alguns artistas que gravaram suas canções incluem Dean Martin, Kate Smith, Bing Crosby, Rosemary Clooney, Ray Charles, Fats Waller, Rudy Vallee, Doris Day, Frank Sinatra, Ricky Nelson, Twiggy, Chet Atkins, Eydie Gorme e Tiny Tim.